# Minh Đức, Ứng Hòa
Minh Đức là một xã phía nam của huyện Ứng Hòa, Hà Nội, cách thị trấn Vân Đình (huyện lị của huyện Ứng Hòa) 10 km theo tỉnh lộ 75, cách Cầu Giẽ (Phú Xuyên), 5 km theo tỉnh lộ 75. Xã Minh Đức tiếp giáp với xã Đồng Tân, Trầm Lộng, Kim Đường thuộc huyện Ứng Hòa và giáp xã Phú Yên, Vân Từ, Chuyên Mỹ của huyện Phú Xuyên.

## Hành chính
Xã gồm 6 thôn:
- Thôn Cầu
- Thôn Bùng
- Thôn Thần
- Thôn Nam Chính (còn gọi là Nam Chánh)
- Thôn Quan Châm
- Thôn Giới Đức (còn gọi là thôn Xi)

## Kinh tế
Kinh tế chính trong xã vẫn là nông nghiệp. Trong những năm gần đây nông nghiệp của xã đã có nhiều đổi mới, được cơ giới hóa trong các khâu sản xuất nên năng suất và sản lượng tăng rất cao. Đời sống nhân dân ổn định, tỉ lệ hộ nghèo đã giảm.

## Giao thông
Xã Minh Đức nằm trên trục đường chính của tỉnh lộ 75 từ Cầu Giẽ đến Thị Trấn Vân Đình nên giao thông rất thuận tiện, cách trung tâm Hà Nội 50 km.

## Giáo dục
Xã có 3 ngôi trường:
- Trường mầm non Minh Đức
- Trường tiểu học Minh Đức
- Trường THCS Minh Đức

## Y tế
Một trạm y tế được xây dựng, là nơi chăm sóc sức khỏe cho nhân dân trong toàn xã.